# Boulevard (singolo)
Boulevard è un singolo della cantautrice italiana Clara, pubblicato il 1º dicembre 2023 come terzo estratto dal primo album in studio Primo.
Il brano è stato presentato in concorso a Sanremo Giovani 2023, dove la cantautrice è risultata vincitrice accedendo di diritto al Festival di Sanremo 2024.

## Descrizione
Il brano, scritto dalla stessa cantautrice con Daniele Magro e prodotto da E.D.D. e Massimo Colagiovanni, è stato pubblicato come singolo digitale il 1º dicembre 2023 ed è entrato in rotazione radiofonica in Italia dal successivo 8 dicembre.

## Video musicale
Il video musicale, diretto da Federico Santaiti, è stato pubblicato in concomitanza all'uscita del brano attraverso il canale YouTube della cantautrice.

## Tracce
Testi di Clara Soccini e Daniele Magro, musiche di Daniele Magro.
1. Boulevard – 2:55